# XChange
Xchange és un thriller de ciència-ficció canadenc de 2000 dirigit per Allan Moyle. Ha estat doblat al català

## Argument
A Nova York, l'any 2008, Stephan Toffler (Kim Coates) ha d'anar a una reunió important a San Francisco. La companyia Xchange ha creat una tecnologia capaç d'intercanviar ments entre cossos. Es pot viatjar a qualsevol part del món i habitar en el cos d'altres persones, mantenint en tot moment la consciència. Un membre de la corporació és transferit per error al cos d'un terrorista. Forçat a ocultar la seva autèntica identitat, descobrirà que tan sols li queden dos dies per detenir un complot que tindrà terribles conseqüències.

## Repartiment
- Janet Kidder: Alison De Waay
- Stephen Baldwin: Clone 1/Toffler 3
- Kyle MacLachlan
- Kim Coates
- Amy Sloan
- Pascale Bussières
- Arnold Pinnock
- Charles Edwin Powell
- Emma Campbell
- Judah Katz